# Mushroom Island
Mushroom Island (von englisch mushroom ‚Pilz‘, in Argentinien gleichbedeutend Isla Hongo) ist eine vereiste Insel vor der Fallières-Küste des Grahamlands auf der Antarktischen Halbinsel. Sie liegt 16 km westsüdwestlich des Kap Berteaux in der Marguerite Bay.
Teilnehmer der British Graham Land Expedition (1934–1937) unter der Leitung des australischen Polarforschers John Rymill kartierten und benannten sie. Namensgebend ist ihre Ähnlichkeit mit einem Pilzhut.